# Приозерне сільське поселення (Корткероський район)
Приозе́рне сільське поселення (рос. Приозёрное сельское поселение) — муніципальне утворення у складі Корткероського району Республіки Комі, Росія. Адміністративний центр — селище Приозерний.

## Населення
Населення — 783 особи (2017, 861 у 2010, 1059 у 2002, 1486 у 1989).

## Склад
До складу поселення входять такі населені пункти:
| Населений пункт    | Населення, осіб (1989) | Населення, осіб (2002) | Населення, осіб (2010) |
| ------------------ | ---------------------- | ---------------------- | ---------------------- |
| Важкур'я, присілок | 330                    | 262                    | 258                    |
| Приозерний, селище | 1156                   | 797                    | 603                    |